# Pallacanestro Marsala
La Pallacanestro Marsala è una società di basket siciliana, che ha militato in Serie A2 nei primi anni '90.
Dopo la chiusura nel 1993, è stata rifondata nel 2009 come Nuova Pallacanestro Marsala e dal 2021-'22 milita in Serie C.

## Storia
Nata negli anni '60 come Fiamma Marsala, nell'1982/83 disputa la serie "B", e nella stagione 1989-90 viene promossa in B d'Eccellenza, e la stagione successiva giunge 11^, sponsorizzata FUJI Film.
Nel 1991-92 vince il torneo e viene promossa in A2, allenata da Claudio Corà.
La società partecipò l'anno successivo al campionato di Serie A2 allenata da Giancarlo Sacco (sostituito in seguito da Mario Parrinello)  e con la sponsorizzazione della Medinform. Retrocesse però alla fine della stagione 1993 con sole 5 partite vinte su 30 in B1. Quella stagione 1992-93 seppur l'unica che vide la Pallacanestro Marsala militare nella seconda massima serie nazionale, passò alla storia perché presso il palazzetto di Marsala si disputò una gara che fece registrare lo score più alto nella storia della massima seconda divisione nazionale di basket oggi Campionato di Legadue: 27 settembre 1992 Serie A/2 Basket Medinform Marsala - TeoremaTour Arese Milano 133 - 135. In seguitò la società fallì e il titolo ceduto.
La squadra marsalese è stata rifondata nel 2009 come A.S.D. Nuova Pallacanestro Marsala, e ha terminato da vincitrice il torneo di Serie C2 2010-11, per cui il torneo che andrà a disputare nella stagione 2011-12 sarà quello di C1.
Nel campionato 2012, 2013 e 2015 la Nuova Pallacanestro Marsala ha partecipato alla Divisione Nazionale C.
Dal campionato 2015 a quello del 2021 la Società ha preso parte alla serie D regionale.
Dal 2022 partecipa al campionato di C Silver Sicilia. Nel 2025-2026 è inserita nel Girone P West di Serie C.

## Colori e simbolo
Bianco e Blu

## Impianto di gioco
L'impianto di gioco della Nuova Pallacanestro Marsala è la Palestra Panatletico con una capienza di 100 posti.
In passato gli impianti che hanno ospitato le partite di basket delle formazioni marsalesi sono stati:
- Chiostro del Complesso di San Pietro
- Palasport Fortunato Bellina o PalaBellina[4] (capienza spettatori: 500)
- Palasport PalaSanCarlo[4] (capienza spettatori: 4500)

Dal 2009 la Nuova Pallacanestro Marsala disputa le proprie partite casalinghe presso l’impianto del PalamediPower a Marsala in Via della Gioventù

## Cronistoria
| Cronistoria della Pallacanestro Marsala |
| --- |
| - 1971 · Nasce la S.S. Pallacanestro Marsala - 1971-1972 · 10ª in Serie D. - 1972-1973 · 6ª nel Girone N di Serie D. - 1973-1974 · 2ª in Serie D. - 1974-1975 · 1ª nel Girone Z di Serie D, promosso in Serie C. - 1975-1976 · Serie C, 4º Poule B - 1976-1977 · Serie C, 8º posto - 1977-1978 · Serie C, Girone M, 4º posto. 5º Poule B - 1978-1979 · Serie C, 5º posto - 1979-1980 · Serie C1, 1º posto, 4º Poule B - 1980-1981 · ? - 1981-1982 · ? - 1982-1983 · Serie B, Girone B, 11° - 1983-1984 · Serie B, Girone B, 9° - 1984-1985 · Serie B, Girone B, 14°, retrocessa in Serie C1 - 1985-1986 · Serie C1, Vince la Coppa Sicilia (1º titolo) - 1986-1987 · Serie B2 - 1987-1988 · Serie B2 - 1988-1989 · Serie B2 - 1989-1990 · Serie B2, ?°, promosso in Serie B1. - 1990-1991 · Serie B1, 11° - 1991-1992 · Serie B1, 1°, promosso in Serie A2. - 1992-1993 · Serie A2, 16°, retrocessa in B1 Sedicesimi di finale di Coppa Italia. - 1993 · La Pallacanestro Marsala cessa le attività cedendo il titolo sportivo. La Cestistica Marsala prosegue l'attività. - 1994-1995 · 3ª nel Girone A di Serie D Sicilia Ovest. - 1995-1996 · 10ª nel Girone A di Serie D Sicilia Ovest. - 2000-2001 · 12ª nel Girone A di Serie C2 Sicilia. - 2001-2002 · 9ª nel Girone A di Serie C2 Sicilia. - 2002-2003 · 7ª nel Girone A di Serie C2 Sicilia, ammessa in Serie D. - 2003-2004 · 6ª nel Girone A1 di Serie D Sicilia. - 2004-2005 · 2ª nel Girone A di Serie D Sicilia, promosso in Serie C2. - 2005-2006 · 3ª nel Girone A di Serie C2 Sicilia. - 2006-2007 · 3ª nel Girone A di Serie C2 Sicilia. - 2007-2008 · 4ª nel Girone A di Serie C2 Sicilia. - 2008-2009 · 4ª nel Girone A di Serie C2 Sicilia. - 2009 · Nasce la A.S.D. Nuova Pallacanestro Marsala - 2009-2010 · Serie C Reg., Girone A - 2010-2011 · Serie C Reg., Girone A, 1º posto, vince la finale play-off contro il Basket Paceco, promosso in DNC. - 2011-2012 · Divisione Nazionale C Girone I, 7º posto, quarti di finale dei play off persi con Venosan Acireale - 2012-2013 · in Divisione Nazionale C - 2013-14 · Divisione Nazionale C Girone G, 7º posto, si iscrive in Serie C reg. - 2014-2015 · Serie C reg. Sicilia A, 11º posto, retrocessa in Serie D. - 2015-2016 · Serie D reg. Girone Occidentale, 8º posto. - 2016-2017 · Serie D reg. Girone Nord, 8º posto, salva dopo i Playout. - 2017-2018 · Serie D reg. Girone Nord, 7º posto. - 2018-2019 · Serie D reg. Girone Nord, 5 - 2019-2020 · Serie D reg. 3º posto. - 2020-2021 · Serie D reg. 3º posto, promosso in Serie C. - 2021-2022 · Serie C Silver 4º posto. - 2022-2023 · 8ª in Serie C Silver Sicilia. - 2023-2024 · 10ª in Serie C Sicilia, vince i play-out. - 2024-2025 · 9ª nel Girone Q di Serie C. - 2025-2026 · nel Girone P West di Serie C. |